# Til the Casket Drops
Albums de Clipse
Hell Hath No Fury
(2006) Let God Sort Em Out
(2025)
Singles
1. Kinda Like a Big Deal
Sortie : 20 avril 2009
2. I'm Good
Sortie : 11 juin 2009
3. Popular Demand (Popeyes)
Sortie : 23 octobre 2009

Til the Casket Drops est le troisième album studio du groupe américain Clipse, sorti le 8 décembre 2009, sur les labels Re-Up, Star Trak et Columbia.

## Liste des pistes
| No  | Titre                                                   | Producteur(s)          | Durée |
| --- | ------------------------------------------------------- | ---------------------- | ----- |
| 1.  | Freedom                                                 | Sean C & LV            | 3:46  |
| 2.  | Popular Demand (Popeyes) (featuring Cam'ron & Pharrell) | The Neptunes           | 4:20  |
| 3.  | Kinda Like a Big Deal (featuring Kanye West)            | DJ Khalil, Chin Injeti | 3:26  |
| 4.  | Showing Out (featuring Yo Gotti & Pharrell)             | The Neptunes           | 3:38  |
| 5.  | I'm Good (featuring Pharrell)                           | The Neptunes           | 4:21  |
| 6.  | There Was a Murder (featuring Kobe)                     | DJ Khalil, Chin Injeti | 3:36  |
| 7.  | Door Man                                                | The Neptunes           | 5:08  |
| 8.  | Never Will It Stop (featuring Ab Liva)                  | Sean C & LV            | 3:21  |
| 9.  | All Eyes On Me (featuring Keri Hilson)                  | The Neptunes           | 3:50  |
| 10. | Counseling (featuring Nicole Hurst & Pharrell)          | The Neptunes           | 3:17  |
| 11. | Champion (featuring Graph Nobel)                        | The Neptunes           | 4:14  |
| 12. | Footsteps (featuring Kobe)                              | DJ Khalil              | 4:21  |
| 13. | Life Change (featuring Kenna)                           | The Neptunes           | 4:27  |